# George Houyoux
Pour les articles homonymes, voir Houyoux.

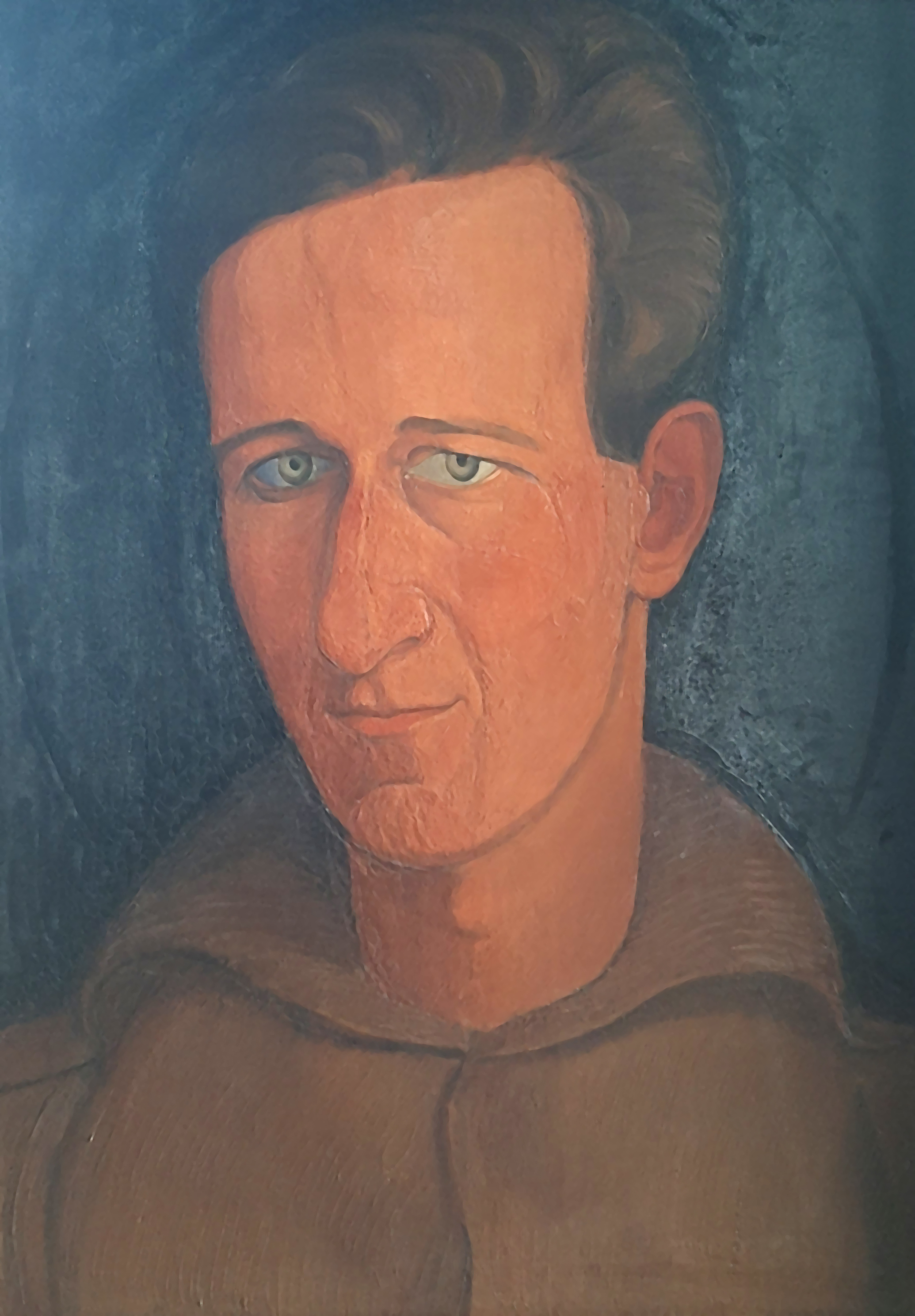
George Houyoux, portrait par Albert Crommelynck

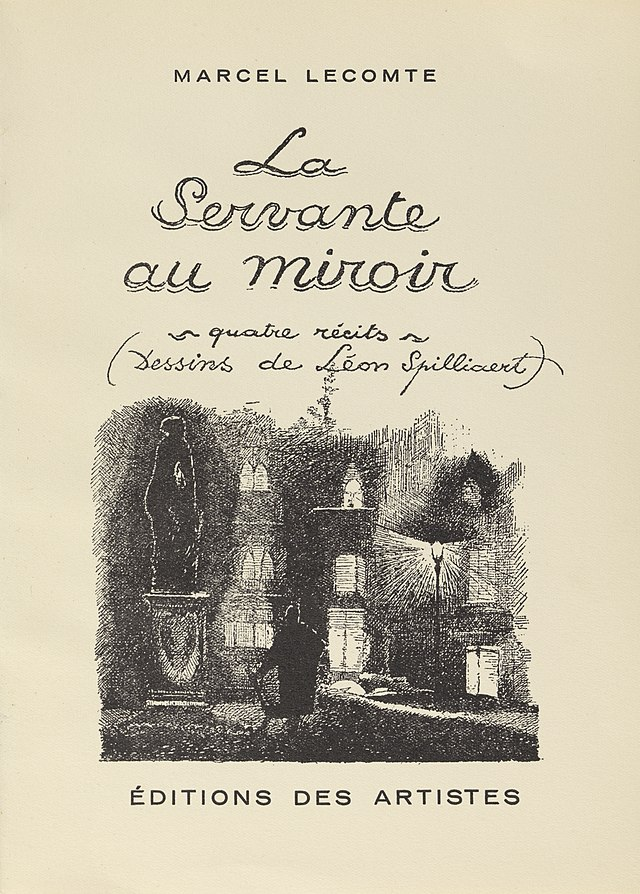
La servante au miroir, Léon Spilliaert, Marcel Lecomte, Editions des Artistes

George Houyoux est un libraire-éditeur belge, né à Uccle le 1er février 1901 et mort à Ixelles le 15 novembre 1971. Il est le frère aîné de l'architecte Maurice Houyoux, et le neveu du peintre Léon Houyoux. Il a créé la maison d'édition Les Éditions des Artistes.
George Houyoux naît dans une famille bourgeoise bruxelloise. Son père, (Jean-) Paul, est architecte et avocat. Une rue Paul Houyoux lui est dédiée à Middelkerke. Il mourra accidentellement en Norvège en 1911. Sa mère, Mariette Houyoux-Richald, est l’héritière de la maison Hellinckx, une quincaillerie fondée en 1839 qu’elle géra jusqu’à sa mort, en 1921. L’enseigne A la Bêche d’or était située au 48-50 de la rue des Pierres, à Bruxelles. George aura cinq frères et sœurs.
Durant la Première Guerre mondiale, George est élève à l’Athénée du Centre à Morlanwelz. Il entreprend ensuite, à l’Université libre de Bruxelles, des études de chimie, puis prend une inscription en sciences, mais ne poursuit pas ses études.
En 1923, il se lie d’amitié avec les frères Crommelynck : Fernand [1886-1970], qui a obtenu un succès d’édition à Paris avec sa pièce Le Cocu magnifique [La Sirène, 1921], et Albert, qui est peintre, graveur et décorateur de théâtre [1902-1993]. Vers 1925, il quitte Bruxelles pour Paris, où il les retrouve : Fernand, installé depuis 1920 dans la maison d’Emile Verhaeren à Saint-Cloud et Albert, fixé depuis 1924 dans le VIIe arrondissement.
George Houyoux sera d'abord porteur de livres chez Gründ avant d’ouvrir, en 1926, une librairie ancienne et moderne au 34 de la rue Sainte-Anne. Attentif à tout ce qui paraît, il vend surtout des éditions originales de poètes français et belges et il se constitue rapidement un fond d’éditions de luxe d’auteurs contemporains.
Le Liégeois Robert Denoël est embauché par George Houyoux en tant que commis de librairie, le 20 octobre 1926, à son arrivée à Paris. Très vite il est question d’édition de livres de luxe.
En 1930, G. Houyoux épouse Jeanne Blanck et rentre à Bruxelles, où il se fixe définitivement.

## Les Éditions des Artistes
L’immatriculation au registre de Commerce de Bruxelles des ‘Editions des Artistes’ est datée du 1er août 1935. C’est avec un ouvrage de grand luxe qu’il débute: il publie un des plus beaux livres illustrés de cette époque, les Contes d’Horace Van Offel illustrés par des artistes tels que Louis Buisseret, Anto Carte, Albert Crommelynck, James Ensor, Floris Jespers, Frans Masereel, Georges Minne, Léon Navez, Isidore Opsomer, William Paerels, Léon Spilliaert, Edgar Tytgat, Edmond Van Offel, Maurice de Vlaminck.
Il entend se consacrer à la littérature belge d’expression française. Il abordera la poésie, le théâtre, le roman, l’essai, le livre pour enfants, le livre pour bibliophiles.
En 1937, à l’Exposition Universelle des Arts et Techniques, à Paris, il obtient une médaille d’or qui récompense le meilleur éditeur de langue française pour l’ensemble de sa production.
Durant la guerre il se consacre surtout à la littérature enfantine.
Comme d’autres éditeurs belges, Houyoux a profité des différentes formes d’aide, tels des subsides du Fonds des Lettres ou des achats massifs par l’administration des Beaux-Arts du ministère de l'Instruction publique.
En 1950, Houyoux recrute André De Rache et est décrit par la Nouvelle Biographie Nationale comme ‘un des plus importants éditeurs en Belgique à l'époque’. Cette année-là, Houyoux tentera à nouveau de s’implanter à Paris en créant les Éditions de la Main Jetée, en association Gründ, mais le projet tourne court. D’autres projets mort-nés verront le jour, avec le Mercure de France et la Nef de Paris. Étranglé financièrement, il cesse ses activités le 1er octobre 1968.
Entre 1935 et 1968, George Houyoux aura publié près de 300 volumes. Outre des auteurs confirmés comme Marcel Lecomte, Mélot du Dy, Fernand Crommelynck, Marie Gevers, Constant Malva, René Meurant, son catalogue contient les premiers écrits de jeunes écrivains tels que Suzanne Lilar ou Françoise Mallet-Joris. Ses éditions pour enfants ont été illustrées par Albertine Deletaille et Elisabeth Ivanovsky. Il a également publié le deuxième recueil de poésie du poète et artiste belge Marcel Broodthaers, Minuit (1960).
A sa mort, en novembre 1971, Georges Sion écrira : « Editeur, il était un personnage original, qu’on pourrait mettre dans un roman. Pour sa présence ou pour ses absences. Quand on le rencontrait, il paraissait toujours revenir de loin, d’on ne sait quel voyage qu’il n’avait pas envie de raconter. C’était peut-être aussi un éditeur d’un autre âge, qui pensait plus à la qualité de son catalogue qu’à l’extension de ses affaires.»
Son catalogue reflète en effet cette philosophie, ne comprenant que les textes qu'il appréciait véritablement. Si George Houyoux est réputé, déjà à son époque, comme l’éditeur des poètes, c’est que la période voit s’épanouir une poésie souvent d’excellente qualité. Soulignons à cet égard, le dynamisme et les relais aussi utiles que les Midis de la Poésie à Bruxelles, les Biennales de Knokke, Le Journal des Poètes, etc. Mais il n’a en réalité soutenu aucun mouvement ni genre particulier. Il publie aussi bien des surréalistes (Paul Colinet, Marcel Havrenne, Irène Hamoir, Broodthaers) que des écrivains de tradition plus classique (Désiré-Joseph D’Orbaix, Lucien Christophe, Odilon-Jean Périer, Armand Bernier, …), ou encore des écrivains prolétariens (Malva, Eugène Mattiato).
Son engagement envers la représentation féminine dans la littérature, en particulier en poésie, est également notable, avec des auteures telles que Liliane Wouters, Andrée Sodenkamp, Marie-Claire d’Orbaix et Adrienne Revelard. En 2016, George Houyoux est entré dans la «Nouvelle Biographie Nationale», honorant ainsi son héritage dans le monde littéraire belge.
 Chevalier de l'ordre de la Couronne
 Chevalier de l'ordre de Léopold II

## Correspondances
[Correspondance à Marie Gevers], George HOUYOUX, Echange d'un éditeur avec son auteur (v.a. les dossiers livres du Fonds Gevers). L'édition principalement traitée ici est "La petite étoile". A noter, en 1939, la préparation d'une anthologie de poètes belges par Yves Gérard Le Dantec pour le public français. Houyoux aimerait que Gevers y figure.
[Correspondance à Suzanne Lilar]. George HOUYOUX. Au sujet d'un portrait de Françoise Mallet-Joris par Labisse que Houyoux n'aime pas.
[Echange de correspondance]. George HOUYOUX, Elza [WILLEMS], Paul WILLEMS. Une lettre de P. Willems, datée d'octobre 1941, accompagne l'envoi d'un "petit conte" : "Les couleurs du monde" (10283/0001).
[Lettres à Marcel Mariën]. George HOUYOUX. Correspondance (1954). Donne ses intentions concernant la publication de "L'écriture de Nougé". Il était prévu de le publier dans la collection "La Tarasque". Il l'informe qu'il a déposé le manuscrit chez Van Loock et qu'il ne pourra pas avoir le soutien de l'Académie, Nougé étant français.
[Lettres et contrats à] Fernand Crommelynck. 18 lettres ; 1 télégramme ; 2 contrats ; 4 manuscrits joints ; divers formats
[Lettre et cartes à] Albert CROMMELYNCK. 1 lettre ; 2 cartons ; 3 lettres jointes ; divers formats. Aux lettre et cartes amicales adressées à Houyoux sont jointes une lettre de ce dernier à la Caisse nationale des Pensions pour Employés, en vue de régulariser la situation d'Albert Crommelynck pour les années 1945 à 1950 (janvier 1969, /10282/0004). A l'appui de cette démarche, on trouve les lettres de témoignage de Marie Olbrechts de Villaer (/0005), de Suzanne Lilar (/0006) et de Roger Bodart (/0007).
[Lettres et cartes à] George Houyoux, Adrienne REVELARD. 17 lettres et 9 cartes ; 1 carte et 4 manuscrits joints ; divers formats
[Billets et lettre à George Houyoux] Paul DESMETH. Par un billet, il félicite son correspondant (non nommé) "d'avoir acquis le droit d'éditer ce texte de MONTHERLANT " et cite Vaudoyer, Lenormand et J. B. Barrère (10419/0001).
[Lettres à] Fernand Crommelynck. Georges HOUYOUX. 21 lettres (1945 - 1960)
Carte postale illustrée à André De Rache, Marcel MARIËN. A appris par Colinet que De Rache serait chez Houyoux, remplacé par un certain Odilon. Lui demande, s'il y passe, de reprendre l'"Ecriture". 700 prospectus sont envoyés...
Lettres et cartes, manuscrit à George Houyoux, Idel IANCHELEVICI. Cette abondante correspondance concerne la fabrication, la promotion et la vente des "Dessins" de Ianchelevici présentés par Roger Bodart.
Lettre à Marcel LECOMTE, George HOUYOUX. Houyoux invite Lecomte, en mai 1954, à le rencontrer pour "envisager avec vous l'édition" d'un livre non nommé (10410/0001).
Lettres à George Houyoux, Arthur HAULOT. Cette abondante correspondance concerne essentiellement la publication, la vente et la traduction de "Roux sur la lune", illustré par Elisabeth Ivanovsky.
Correspondance à Michel de GHELDERODE. George Houyoux désire publier un texte de Ghelderode. Il propose "Sortilèges" et, comme titre générique, celui d'une nouvelle du recueil : "L'écrivain public".
[Correspondance à Michel de Ghelderode]. Bernard MANIER. Tourne autour d’une aide qu’a promis Ghelderode pour lancer les contes, "Histoires d’ailleurs et de nulle part", qu’a écrit Bernard Manier (promesse qu'il tiendra), ainsi qu’autour d’une entrevue possible en compagnie de Jean Ray (que Manier effectuera finalement seul avec sa femme), d’une dédicace espérée, d’un livre que Madame a écrit sur Liévin Bauwens et de vœux divers. Voir "Correspondance de Michel de Ghelderode" établie par Roland Beyen, t. X, p. 599-601.
Divers correspondances Charles LEPLAE – G. HOUYOUX. Charles LEPLAE réalisa un buste de Mme Houyoux (Jeanne Blank), décrit comme suit dans la « Nouvelle Biographie Nationale » :  ‘Il crée quelques remarquables bustes tel celui de Mme Houyoux où la forme du cou et des épaules, leur modelé délicat, achèvent de donner un véritable frémissement à la sculpture.’